# Februári pátens
A februári pátenst 1861. február 26-án adta ki Ferenc József, amely teljesen soha nem lépett hatályba.

## Tartalma

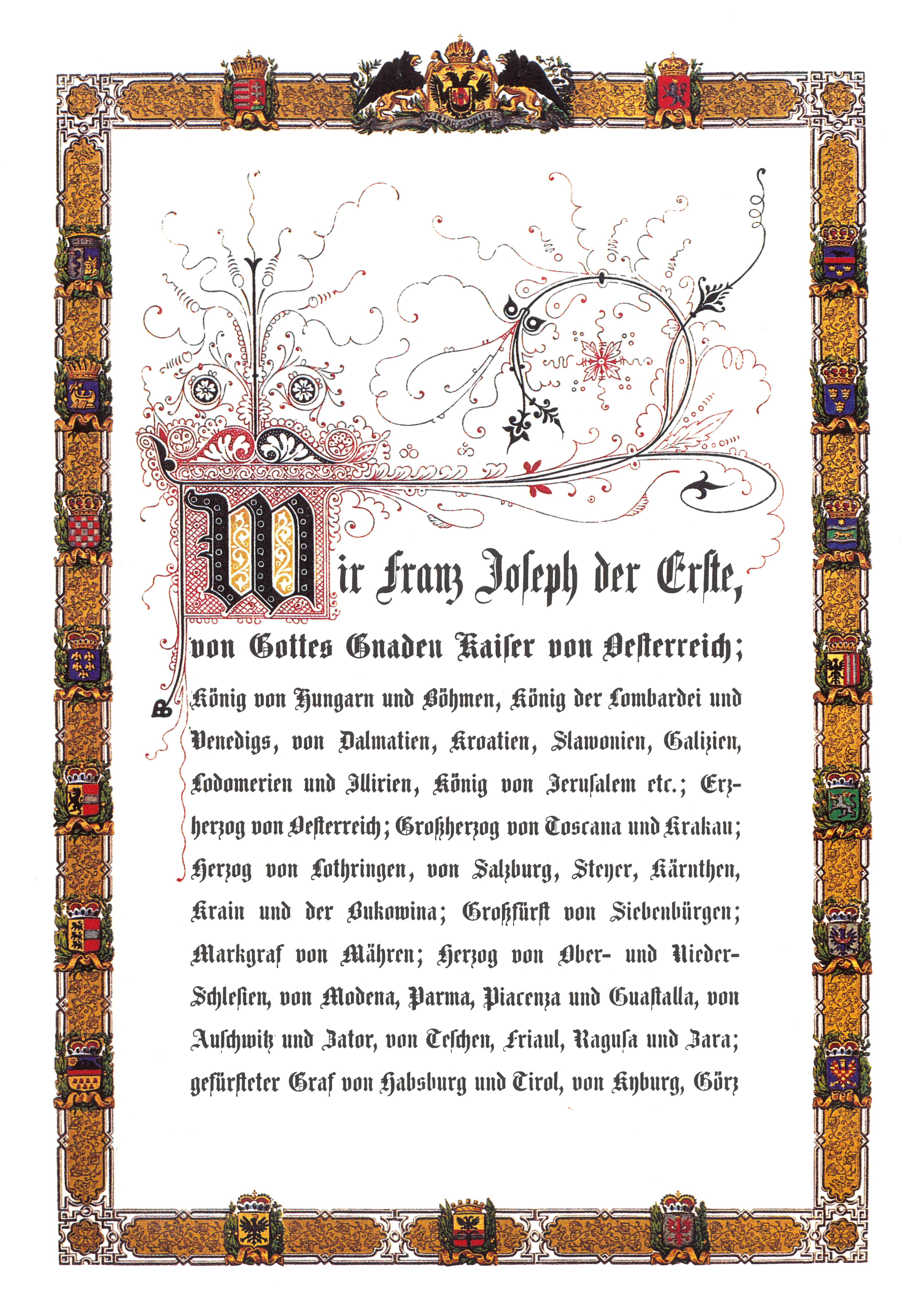
A februári pátens első oldala

A februári pátens a Schmerling-kormány által kiadott pátens, egy császári nyílt parancs, mely az októberi diploma értelmében létrehozott Birodalmi Tanácsot korlátozott jogkörű törvényhozó testületté alakítja. A birodalmi tanács 343 követéből 85 lett volna magyar, 26 főt Erdély, 9-et pedig Horvát-Szlavónország delegálhatott volna. A februári pátens a legerősebb ellenállást Magyarországon váltotta ki. Itt nem került sor birodalmi követválasztásra. A februári pátenshez tartozó "birodalmi képviseletről szóló alaptörvény" rendelkezett arról, hogy az uralkodó korlátlan joga marad a külügy és hadügy irányítása és a fegyveres erők feletti felügyelet is. A birodalmi tanács hatáskörébe azok az ügyek tartoztak volna, amelyeket az Októberi Diploma nem nyilvánított tartományi feladatnak. 1861-ben a magyar országgyűlés visszautasította az összbirodalmi alkotmányt, emiatt Ferenc József feloszlatta az országgyűlést. A februári pátenst a birodalom más politikai erői is elutasították.